# Панталей Баджов
Панталей Наумов Баджов е български просветен деятел, юрист, журналист, икономист и дарител.

## Биография
Баджов е роден през 1860 година в Прилеп, тогава в Османската империя. Завършва средно образование и става учител в Самоков, Битоля, Тетово и Воден. Главен учител е в Прилепското четирикласно училище в 1882 – 1883 година.
Завършва право в Софийския университет и работи като адвокат в София. Занимава се и с журналистика. В 1908 година работи в „Български търговски вестник“. Колегата му журналист Петър Карчев го определя като „голям поклонник на дядо Драган Цанков и претендиращ да познава стопанските въпроси на своето време“.
Баджов издава вестниците „Търговско-промишлен вестник“ и „Поминък“. Баджов е сред основателите на Българско икономическо дружество. Член е на Славянското дружество, на Дружеството за безплатни ученически трапезарии и на други обществени организации.
Баджов е активен деец на македонската емиграция. Делегат е от Кюстендил на Третия конгрес на Македонската организация. Член е на Македонския научен институт. Автор е на първия български „Юридически речник“.
Баджов умира на 22 август 1931 година.

## Дарителска дейност
Със завещанието си от 17 юни 1927 година Пантелей Баджов дарява по 5000 лева на Българската болница „Евлогий Георгиев“ в Цариград и на Софийското дружество на Червения кръст.
Със завещанието си Баджов оставя 300 000 лева за образуването на фонд при министерството на народната просвета на името на съпругата му Ефта и на негово име. След 25 години е предвидено да се добавят още 75 000 лева. Приходите от лихвите Баджов иска се разпределят между: по 1/6 на българското училищно настоятелство в Прилеп, на Българското икономическо дружество, на Софийския адвокатски съвет, и на дружество „Всех скорбящих радость“, заради хуманитарната му дейност; по 1/12 част оставя на Славянското дружество в София, тъй като смята „че в сговора и обединението на целокупното славянство е трайното му бъдеще“; на Македонския научен институт, като „духовно звено между прокудените и останалите в робска Македония нейни чада“ и сиропиталище „Битоля“ в България, което „свидетелства за материалната и духовната сила на неотчаялия се македонски българин“; по 1/24 Баджов дарява на Дружеството за безплатни ученически трапезарии в София и на Дружеството за борба с детската престъпност и покровителство на затворниците.
Парите предназначени за българското училище в Прилеп трябва да се използват както следва: първите пет години отиват в Прилепското благотворително братство за образуване на фонд за построяване на дом на братството в София, а след това трябва да се използват за подпомагане на бедни прилепчанчета, учещи в софийските основни училища. След освобождението на Македония и възстановяването на българското училище, средствата трябва да отидат за учебници, дрехи и обувки на бедни ученици.
Парите за Софийския адвокатски съвет, Българското икономическо дружество, Македонския научен институт и Славянското дружество трябва да се използват за издаване и премиране на книги. Българското училищно настоятелство в Прилеп, Софийският адвокатски съвет, Българското икономическо дружество и „Всех скорбящих радость“ трябва да предоставят по 1/10 част от приходите си в полза на Българската академия на науките и с тях на всеки 3 години трябва да се връчва награда на „най-доброто или добрите съчинения“ по педагогика, история или филология.
Завещанието е прието от министерството на 17 юни 1927 година. На 27 януари 1932 година със заповед на Министерството е учреден фонд „Ефта и Пантелей Баджови“, чийто капитал на 1 януари 1935 година е 306 167 лева, на 1 януари 1939 година – 682 770 лева, на 1 януари 1944 година – 740 437 лева, а на 1 януари 1947 година – на 898 000 лева. Лихвите от него се превеждат в съответствие с волята на дарителя.
След освобождението на Вардарска Македония и Прилеп през април 1941 година, в 1942 година на българското училищно настоятелство в Прилеп са изплатени 5400 лева за предходната година. Годишно от фонда през периода 1937 – 1940 година сиропиталище „Битоля“ получава за своята издръжка между 1500 и 3000 лева, а Друоеството за безплатни ученически трапезарии и Дружеството за борба с детската престъпност – между 750 и 1500 лева всяко. За 1937 – 1943 година на „Всех скорбящих радость“ са преведени между 2700 и 5850 лева годишно. В 1941 година БАН връчва награда от 3780 лева на Иван Леков. Македонският научен институт набира лихвите в специален фонд за издаване на книга, а Софийският адвокатски съвет ги отнася към фонда на Баджов „Премиране правни съчинения“.
Българското икономическо дружество от неговите приходи формира фонд за издаване на съчинения „из областта на българското стопанство, статистика и кооперативни въпроси“ или за премиране на отпечатани книги на такава тематика. През 1939 година награди от фонда получават Борис Янчулев за труда му „Земеделският кредит със специален оглед към кооперативния кредит в България“, Иван Стефанов за „Земеделската статистика в България“, Христина Мочева за „Селското земеделско домакинство в България“ (по 2 000 лева); в 1940 година Стефан Спасичев за „Опит за установяване финансовото кръвообращение в България“ (3 000 лева).
Славянското дружество образува фонд за публикуване на книга, в която трябва да се „изложат идеите на единението и културното сътрудничество между славянските народи“.
В 1948 година фондът „Ефта и Пантелей Баджови“ при министерството на народната просвета е ликвидиран от комунистическата власт и парите са влети в републиканския бюджет. Останалите два фонда са лишени от средства и за закрити.